# The Honor of Thieves
The Honor of Thieves è un cortometraggio muto di undici minuti del 1909 diretto da David W. Griffith e prodotto dalla Biograph: era interpretato da Owen Moore, Frank Powell, Harry Solter e Florence Lawrence.

## Trama
Due ladri, Ned e Mike, cercano di mettere le mani su alcuni oggetti molto preziosi che si trovano al monte dei pegni di Einstein. Tutti i piani che progettano, hanno qualche punto debole, fino a quando Ned, che è un bell'uomo, ha l'idea di corteggiare la figlia di Einstein, Rachel. La ragazza, lusingata dalle attenzioni dell'affascinante giovanotto, durante un ballo accetta la sua proposta di fuggire con lui la sera seguente. Quando Ned arriva nell'ufficio di Einstein, di nascosto fa entrare dentro anche il suo complice. La ragazza, che scende giù, viene presa, legata e imbavagliata. Stessa fine fa suo padre. Dopo che i due ladri hanno preparato il bottino da portar via, mettono una candela sopra un sacco pieno di spazzatura: quando la candela finirà di bruciare, incendierà il sacco bruciando tutto, anche i due malcapitati che sono impotenti, legati come sono a una colonna. Ma Rachel riesce a liberarsi e, presi due revolver, minaccia i malviventi, costringendo Ned a telefonare alla polizia che viene a prendere i due ladri.

## Produzione
Le scene del film vennero girate tra il 4 e il 10 dicembre 1908 in Hudson Street, al Greenwich Village di New York. Il film fu  prodotto dalla Biograph.

## Distribuzione
Il copyright del film, richiesto dall'American Mutoscope and Biograph Co., fu registrato il 2 gennaio 1909 con il numero H120976.
Il cortometraggio uscì nelle sale l'11 gennaio 1909. Nelle proiezioni, veniva programmato con il sistema dello split reel, accorpato in un'unica bobina con un altro cortometraggio distribuito dall'Biograph, Love Finds a Way.
Non si conoscono copie ancora esistenti della pellicola che viene considerata presumibilmente perduta.